# Marie Bourette
Pour les articles homonymes, voir Bourette.

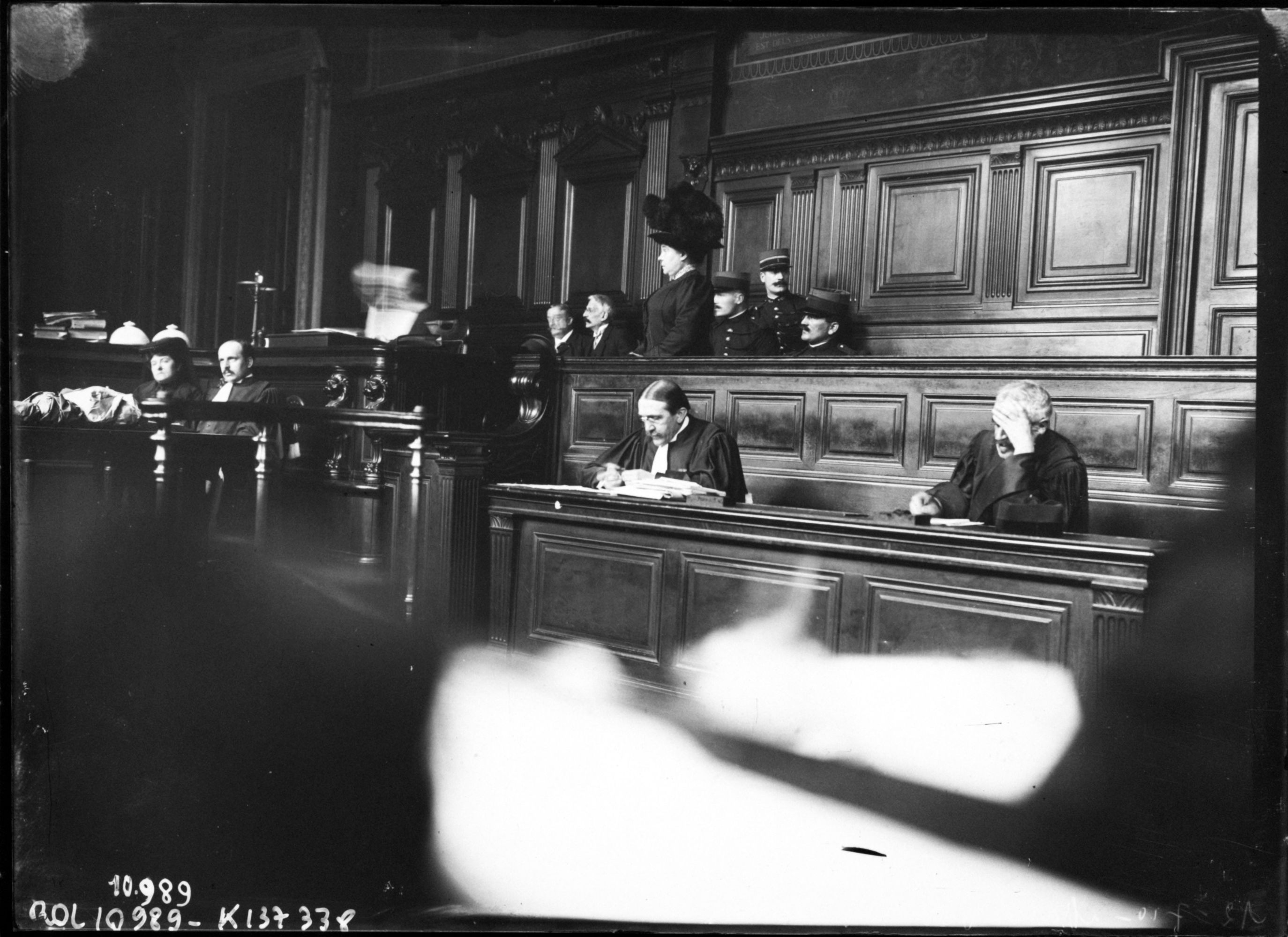
12 juillet 1910 - Marie Bourette debout devant les Assises de la Seine.

Marie Louise Aurélie Bourette, née à Champigny-sur-Marne le 14 mai 1870,, et morte à Rennes le 3 septembre 1921, est une empoisonneuse pathologique condamnée aux travaux forcés à perpétuité pour le meurtre de Jules Godart, un jeune ténor belge empoisonné par erreur, à la place de Monsieur Doudieux à l'encontre duquel elle nourrissait une haine tenace, en octobre 1909.

## Éléments biographiques
Marie Bourette est une « petite vendeuse de jupons » qui travaillait aux magasins du Louvre à Paris. Ayant perdu tous les membres de sa famille, elle bénéficie d'une rente qui cumulée à son salaire avoisine les 7 000 francs, ce qui en fait un beau parti. Fin mai 1901, elle rencontre un négociant en meubles, Monsieur Doudieux, dont elle s'éprend. Ce dernier cherchant à cette époque davantage l'aventure qu'une relation stable n'hésitait toutefois pas à parler mariage pour s'assurer les faveurs de la dame. Après quelques mois, il mit cependant un terme à leur relation. Dix-huit mois plus tard, Monsieur Doudieux ayant rencontré la femme qui lui convient convole en justes noces. Le couple s'installe au Vésinet. Lors de leurs fiançailles, le couple avait reçu des lettres anonymes. Par la suite, Madame Doudieux reçut des lettres d'insultes tandis que Marie Bourette, ayant perdu son emploi à la suite d'une affaire de vol, sollicitait et obtenait une entrevue avec Monsieur Doudieux. Monsieur Doudieux lui expliqua que leur relation n'avait pas été telle qu'il se sente redevable de lui venir en aide. Elle en nourrira un profond ressentiment au point de faire envoyer des chocolats empoisonnés à l'arsenic et un colis contenant différentes choses dont deux cachets d'antipyrine qui seront à l'origine de l'empoisonnement fortuit, des mois plus tard, de leur ami, le ténor Jules Godart. Étoile montante, le chanteur répétait à l'Opéra de Paris et venait de signer un contrat avec le Metropolitan Opera de New York. Le couple Godart, invité chez des amis communs au Vésinet, se rendirent à ces agapes en compagnie du couple Doudieux. Après le repas, Jules Godart qui souffrait d'une horrible migraine manifesta tous les symptômes d'une indigestion. Les Doudieux offrirent d'héberger le couple pour leur épargner un retour en train sur Paris. Durant la nuit, l'état de son mari empirant, Madame Godart décide de réveiller la maisonnée. Madame Doudieux lui remet alors deux antipyrines. Au petit matin, le ténor est secoué de spasmes qui font penser à une crise d'épilepsie. Un médecin est appelé, il confirme l'indigestion et administre une purgation. Durant l'après-midi, son état ayant continué à se détériorer, il meurt dans d'atroces souffrances. Le médecin conclut à une crise d'urémie.
Jules Godart est enterré en Belgique. Les Doudieux n'eurent de peine à faire le lien avec Marie Bourette dont le dossier sera mis à l'instruction, elle est arrêtée en janvier 1910. À cette époque, et depuis juin 1907, elle est employée à la publicité du Bal Tabarin à Pigalle.

## Médias d'époque

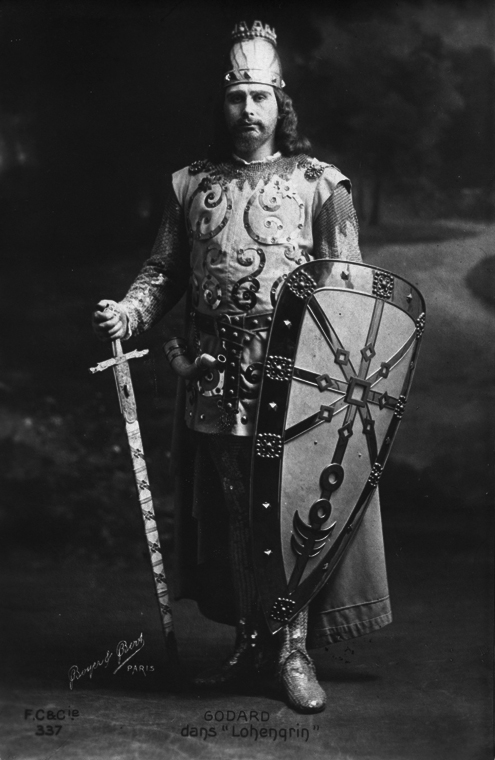
Jules Godart dans le rôle de Lohengrin en 1909.
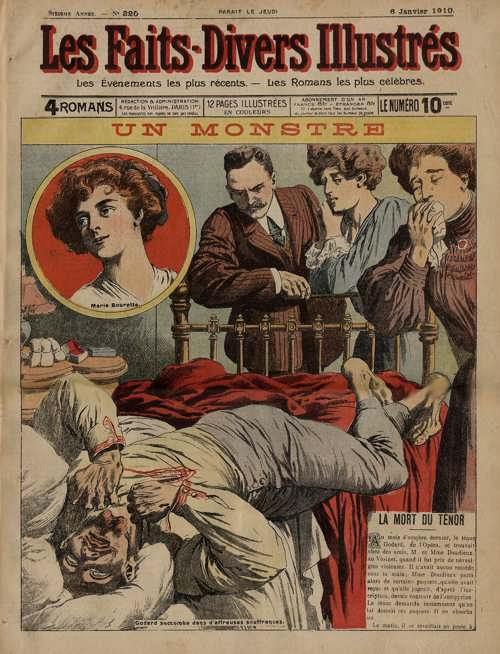
Godart meurt dans d'affreuses souffrances - Faits divers illustrés - 6 janvier 1910 - En médaillon, Marie Bourette.
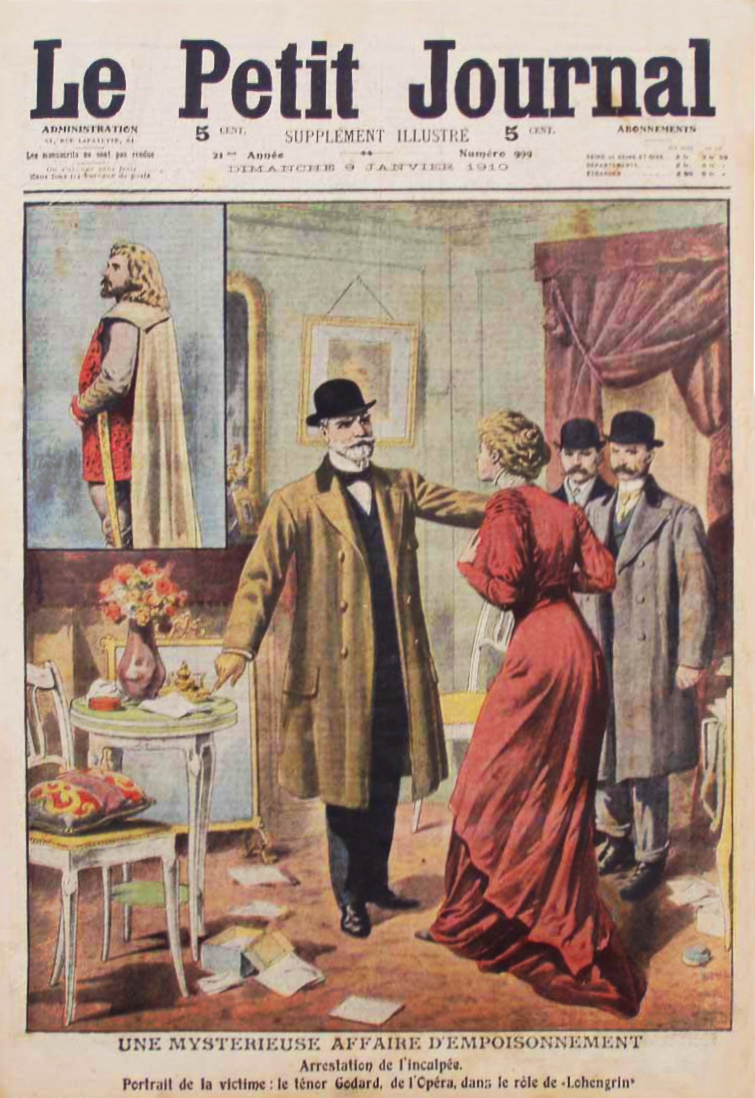
Arrestation de Marie Bourette[7].
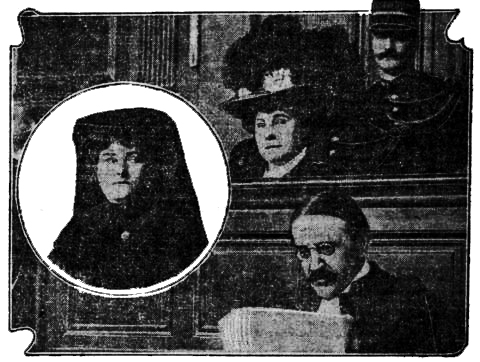
13 juillet 1910, une photographie du procès à la Une du Petit Parisien : Me Henri-Robert, Marie Bourette, Mme Godart (dans le médaillon).

## Le procès
Le procès, très médiatisé en raison des nombreux experts qui y interviendront, se déroule en 1910. Le corps de Jules Godart est exhumé en Belgique et les analyses révèlent la présence d'arsenic. L'enquête démontre que le poison provenait des deux cachets d'antipyrine provenant eux-mêmes d'un colis découvert par madame Doudieux dans le jardin des Doudieux à proximité de leur porte d'entrée. Le verdict de la Cour d'assise de la Seine est rendu le 13 juillet 1910. Elle est condamnée, après un premier pourvoi en cassation, aux travaux forcés à perpétuité et à 100 000 francs de dommages et intérêts à verser à la veuve du ténor. Elle est écrouée à la prison Saint-Lazare et occupe la cellule 36. Peu de temps après son incarcération, elle fut transférée dans un asile psychiatrique.

## Décès
Marie Louise Aurélie Bourette, toujours domiciliée à Paris, meurt au Centre pénitentiaire pour femmes de Rennes, âgée de 51 ans, le 3 septembre 1921, (alors Route de Châtillon, 16),.